# Ledok (Argomulyo)
Ledok is een bestuurslaag (kelurahan) in het onderdistrict (kecamatan) Argomulyo in de stadsgemeente (kota) Salatiga binnen het regentschap Semarang van de provincie Midden-Java, Indonesië. Ledok telt 9.459 inwoners (volkstelling 2010).